# Punta de Calaburras
La punta de Calaburras es un pequeño cabo de la costa mediterránea de Andalucía (España).
Está situado en el término municipal de Mijas, en la provincia de Málaga, entre la ciudad de Fuengirola y el núcleo mijeño de La Cala. El entorno de la punta de Calaburras está ocupado por urbanizaciones residenciales y turísticas. Lo atraviesa la autovía del Mediterráneo o N-340 bordeando la costa en una peligrosa curva donde se han sucedido numerosos accidentes de tráfico.
Es un cabo rocoso que separa los dos arcos de la ensenada de la Cala de Mijas y la bahía de Fuengirola. Está coronado por el faro de Calaburras.

## Arqueología subacuática
La punta de Calaburras se describe como una formación rocosa muy conocida por su peligrosidad para la navegación, detectándose marcas verticales talladas en las rocas que se interpretan como muescas que han dejado las quillas de las embarcaciones. Hay constancia de la existencia de restos arqueológicos de interés. Entre ellos, se pueden distinguir los siguientes:
- Pecio de las Columnas: este yacimiento se localiza en las proximidades del Cabo de Calaburras. Actualmente se puede observar un 35% del sitio, quedando el resto bajo la arena. Se encuentra formado por material arqueológico diverso como basas, fustes, capiteles y materiales anfóricos, púnicos y romanos, que bien pudieran corresponder al cargamento de un barco fechado en el s. I a. C.
- Pecios de los Holandeses: se trata de la agrupación de varios pecios de época moderna naufragados frente al Faro de Calaburras. Hay referencias además del naufragio de una escuadra de navíos holandeses en estos bajos. Este episodio debió de ser muy significativo ya que la escasa información que existe hace referencia a este hecho concreto.
- Cañones de Calaburrase: en los trabajos realizados para la «Carta de Riesgo Antrópico de la provincia de Málaga» se citan algunas referencias que sitúan el hallazgo y extracción de tres cañones en el entorno del faro de Calaburras. Entre los materiales aparecidos en esta zona se citan hierros petrificados, así como clavos, bisagras y herrajes marinos asociados a estos cañones. Los autores de las citadas referencias datan estos restos como pertenecientes a los siglos  XVI o XVIII, y por su distribución los atribuyen a un naufragio. Estos cañones estaban muy concrecionados y adheridos al fondo rocoso.
- Playa del Charcón: de esta zona destaca la aparición de dos mosquetones.